# Hüttenwerke Königsbronn

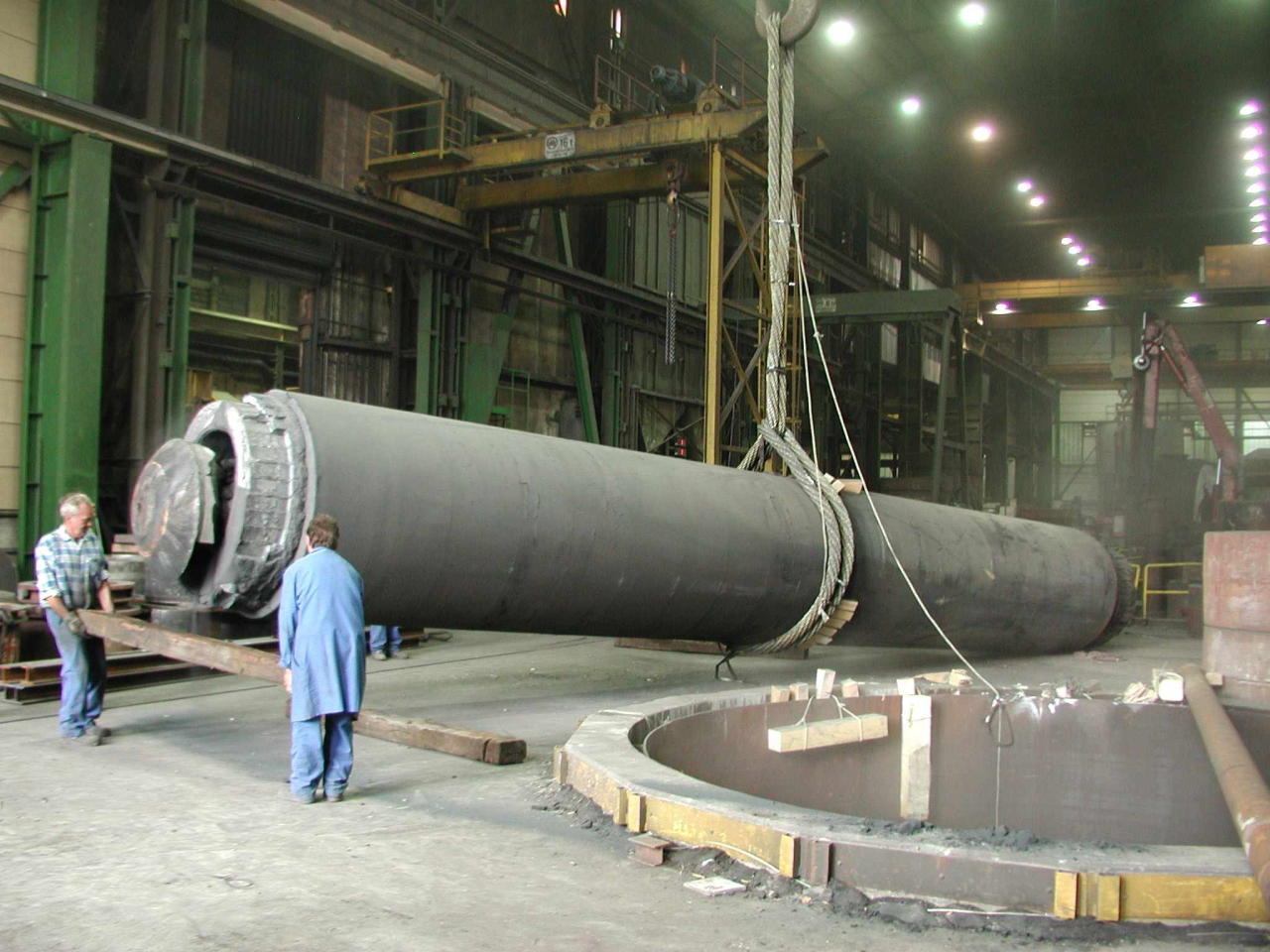
Gusskörper aus Schalenhartguss, Gewicht: 130 t

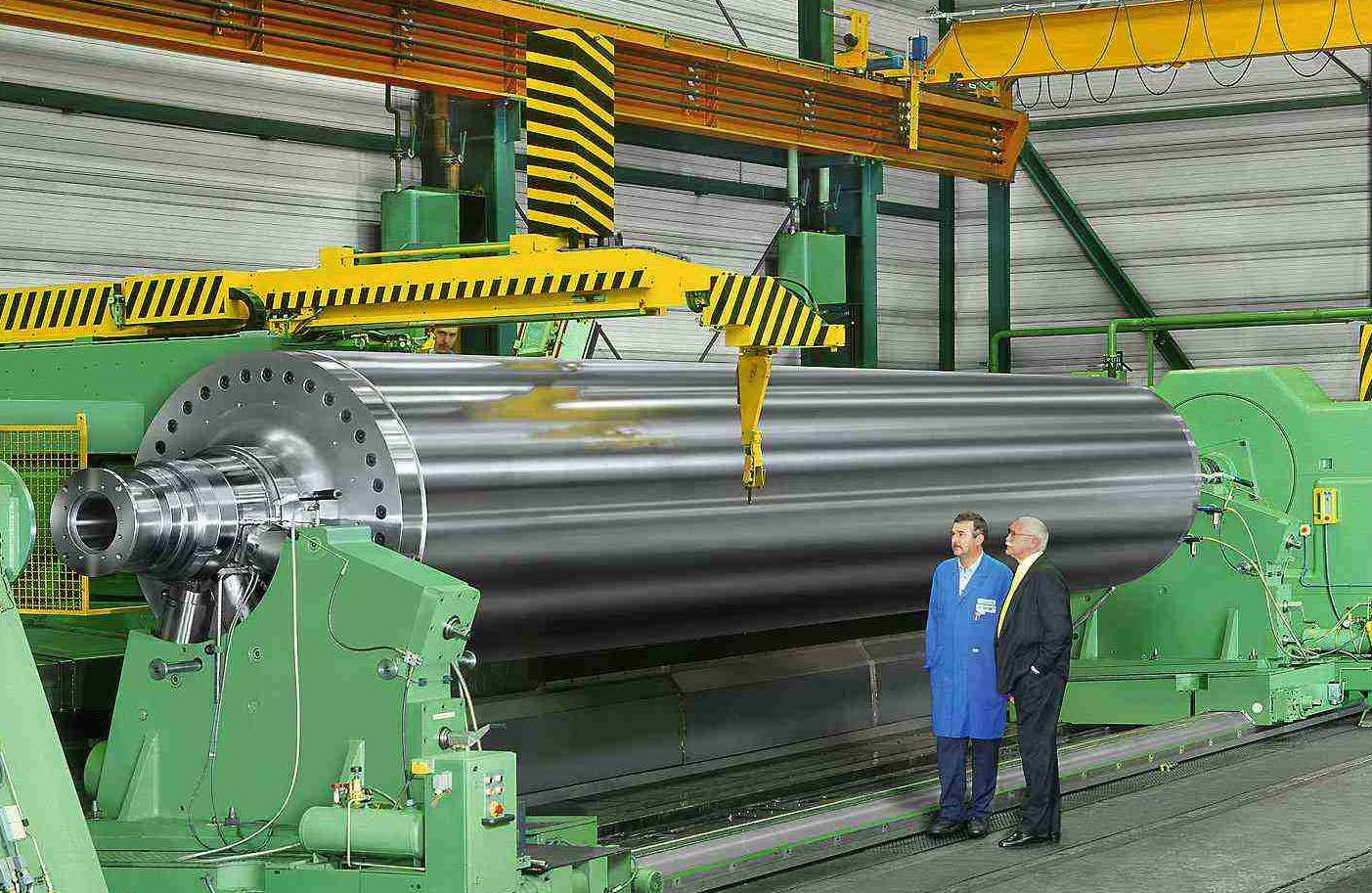
Weltweit größte Papier-Kalanderwalze, 1.650 mm Durchmesser, 10,770 mm Bahnlänge, ca. 90 t Gewicht

Die HWK1365 SE ist ein Werk der Schwerindustrie in der kleinen Gemeinde Königsbronn. Hauptprodukt sind Kalanderwalzen aus Schalenhartguss zur Papierherstellung, die als Gussstücke bis zu 130 Tonnen schwer sein und – fertig bearbeitet – immer noch über 80 Tonnen wiegen können. Mehr als 2/3 aller weltweit genutzten beheizten Papierkalanderwalzen wurden in Königsbronn gefertigt. Auf diesem Gebiet ist es Weltmarktführer. Darüber hinaus ist das Werk der älteste Industriebetrieb in Deutschland. Eine Reihe historischer Bauten und Einrichtungen aus seiner jahrhundertelangen Geschichte sind heute noch vorhanden und der Öffentlichkeit zugänglich.

## Geschichte
Begonnen haben sie als eisenschaffender und -bearbeitender Wirtschaftsbetrieb des 1303 von König Albrecht I. gestifteten Zisterzienserklosters in Springen, dem an der Quelle der Brenz gelegenen Burgweiler.
Über den genauen Betriebsbeginn fehlen schriftliche Zeugnisse. Gesichert bestanden hat das Kloster im Jahre 1325. Urkundlich erwähnt wird 1328 der Abt Berthold. Ausdrückliche Erlaubnis, auf seinen Gütern Eisenwerke zu errichten, gab Kaiser Karl der IV. dem Kloster 1366. Ein Jahr zuvor hatte er den Grafen von Helfenstein eine ähnliche Bewilligung erteilt, weswegen die erste schriftliche Erwähnung solcher Aktivitäten im Brenztal allgemein auf das Jahr 1365 datiert wird. Dem Kloster gehörende Eisenerzgruben gab es nach einer Urkunde von 1574 „seit vordenklichen Zeiten“. Das erste konkrete Zeugnis eines Königsbronner Eisenwerkes findet sich im Sal - und Lagerbuch aus dem Jahr 1471, wo verzeichnet ist, „daß die Eisenwerke ob dem Kloster und Ursprung dem Gotteshause eigentümlich zustehen.“ Ab diesem Jahr darf man von einem schriftlich belegten Betrieb ausgehen. Die Eisengewinnung erfolgte damals mittels Renn- und Läuterfeuern. Urkundlich erwähnt wird 1479 ein Hammerwerk, das die Wasserkraft des vom Kloster aufgestauten Itzelberger Sees nutzte.
Unter Abt Melchior Ruff (1513–1539) wurde 1529 die Produktion durch ein Hammerwerk an der Brenzquelle erheblich erweitert und erreichte eine gewisse Blüte. Der Betrieb selbst erfolgte durch Pächter. Auch an anderen Orten entlang der Brenz und dem Kocher waren ähnliche Betriebe entstanden, die einander ergänzten.

### Brenztalwerke ab 1598
Im Jahr 1598 brachte Herzog Friedrich I. von Württemberg die Brenztalwerke durch Kauf oder Pacht in seinen alleinigen Besitz. Die Brenztalwerke bestanden zu dieser Zeit aus fünf Erzgruben, einer Schmelzschmitte, zwei Schmitten, Schmelzöfen und Schmitten in Königsbronn und Itzelberg (Teilort von Königsbronn) und einer Blechschmitte dort. Nach der Schlacht bei Nördlingen (1634) wurden sämtliche Eisenwerke zerstört. Herzog Eberhard III. baute die Schmiede und den Schmelzofen 1650 wieder auf. Die Gesamtaufsicht übertrug der Herzog einem Generalfaktor mit Sitz in Königsbronn. Technologisch bemerkenswert ist die 1661 erfolgte Aufnahme des „Stückgusses“ von Kanonenrohren und Glocken, weil dabei Voraussetzungen für den späteren Walzenguss geschaffen wurden.

Lageplan des Werkes Königsbronn 1778

Einen Höhepunkt ihrer Aktivitäten erreichten die Brenztalwerke unter dem Pächter Johann Georg Blezinger (1769–1788). Zu einer Zeit, als vergleichbare Betriebe in England Beschäftigtenzahlen im niedrigen zweistelligen Bereich aufwiesen und an der Ruhr die ersten kleinen Hüttenbetriebe entstanden, leitete dieser ein integriertes Unternehmen mit ca. 2.000 Beschäftigten: Bergleute, Köhler, Schmelzer, Gießer, Schmiede, Fuhrleute und Verwaltungsangestellte. Hergestellt wurden neben Halbzeugen, wie Stangen und Blechen, insbesondere Ofenplatten, Röhren, Töpfe, Gewichte, Feuerböcke, Grabplatten, Kaminplatten und Zimmeröfen sowie einfache Gegenstände, aber auch Kanonenkugeln und Geschützrohre. Vom Erfolg dieser Jahre zeugt das großzügige Wohnhaus mit der Barock-Fassade, das sich Blezinger 1775 neben der Brenzquelle errichten ließ, das heutige Königsbronner Rathaus.

### Königliche Hüttenwerke ab 1806

Werksansicht Königsbronn mit Flammofengebäude (links oben), um 1800

1806 übernahm der württembergische Staat die Werke in Eigenverwaltung. Dazu gehörten in Königsbronn ein Hochofen und Flammöfen an der Quelle des Pfeffer, das „alte“ und das „neue“ Hammerwerk (das Gebäude existiert noch heute) am Brenzursprung, das Hammerwerk und der Blechhammer am Itzelberger See, sowie die Verwaltung in der um 1700 neu erbauten Faktorei, wo sich heute die Büros der Hüttenwerke Königsbronn befinden. Dazu kamen noch einige Erzgruben in der Umgebung. Die Belegschaft betrug im Durchschnitt 160 Mann und 115 Bergleute.
Die großen technischen Umwälzungen des 19. Jahrhunderts auf den Gebieten der Stahlerzeugung (Bessemer-Verfahren) und der Energiegewinnung (Dampfmaschine) führten zu einem Niedergang der kleinen, wasserbetriebenen Hammerwerke. Davon waren auch die Königsbronner Betriebe betroffen. Als wegweisender Glücksfall erwies sich der Blechhammer in Itzelberg, weil dieser zur Verbesserung der Blechqualität durch ein Walzwerk ersetzt wurde. Damit stellte sich die Frage der Versorgung mit den dafür benötigten Walzen. Zwar hatte Königsbronn den Guss von Walzen schon seit Beginn der 1820er Jahre aufgenommen, jedoch erfolgte dies noch durch Gießen in Sandformen. Trotz hochwertiger Eisensorten war deren Oberfläche relativ weich und es wurde schnell klar, dass für das Blechwalzen sog. Hartwalzen benötigt wurden, die in eiserne Formen, sog. Kokillen, gegossen werden mussten. Von großem Vorteil war dabei, dass im „alten Gießhaus“, dem Flammofengebäude von 1667, ein geeigneter Flammofen und Erfahrungen im Stückguss vorhanden waren. Das Gebäude mit seinen Einrichtungen ist heute ein Museum. Auch wegen Problemen mit den harten Oberflächen gelang die Fertigstellung der ersten Hartgusswalze erst 1833. Ab 1836 erfolgte deren Bearbeitung in der dafür eingerichteten „mittleren Dreherei“ auf einer von einem Wasserrad angetriebenen Drehmaschine. Das Gebäude wurde 1902 verkauft und bis 1970 als Feilenschleiferei genutzt. Als Industriemuseum ist es der Öffentlichkeit zugänglich.

Hartgusswalzen aus Königsbronner Fertigung, Ende 19. Jahrhundert

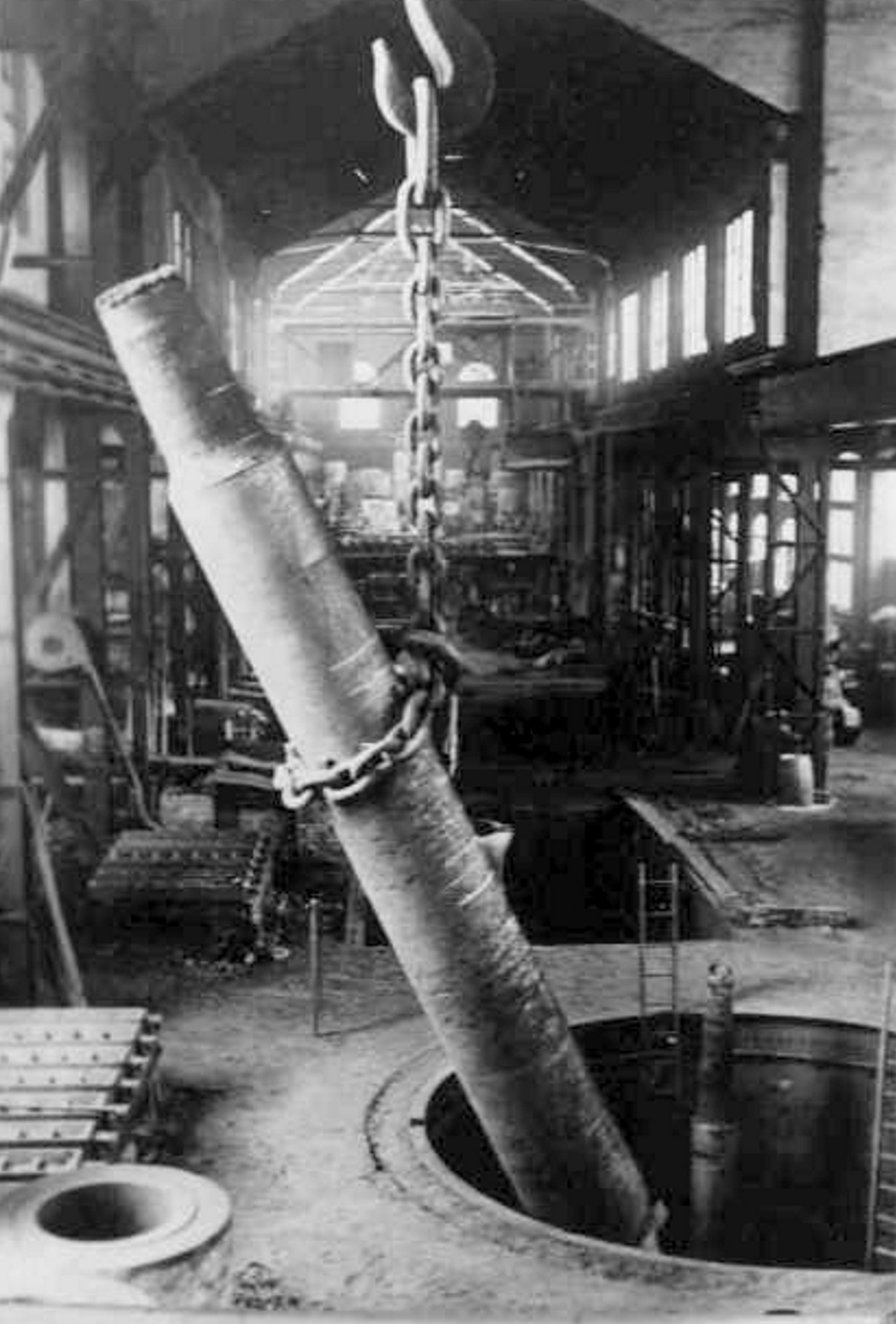
Walzengießerei in Königsbronn, 1940

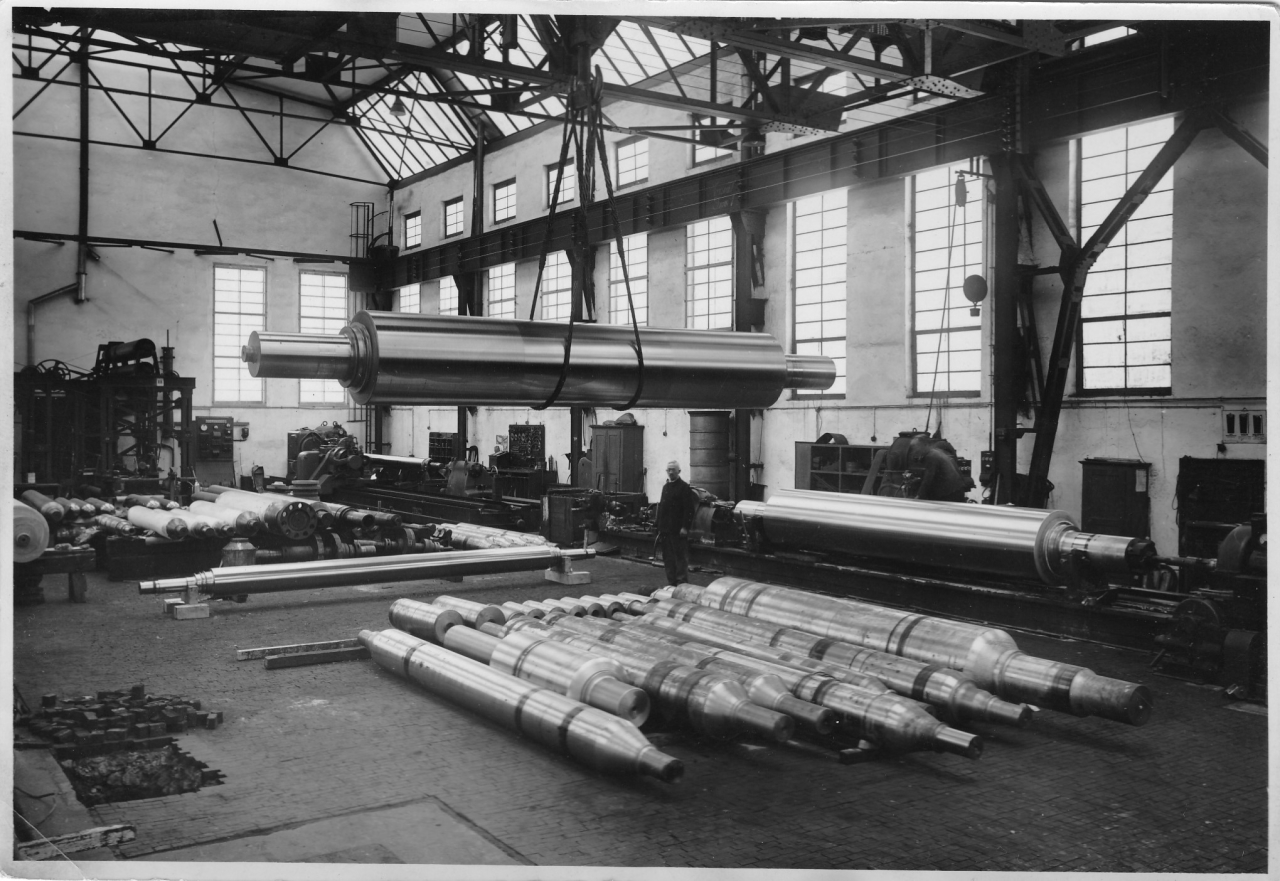
Walzenwerkstatt in Königsbronn, 1938

Aus heutiger Sicht hatte das Werk Königsbronn damit für sich das Tor zur Neuzeit einen Spalt weit geöffnet. Deutlich vergrößert wurde dieser 1838 durch die Lieferung der ersten in Deutschland hergestellten Hartguss-Walzen für einen aus England bezogenen Papierkalander der Papierfabrik Rau & Voelter in Heidenheim. Sie hatten sehr wahrscheinlich einen Durchmesser von 250 mm, eine Bahnlänge von ca. 1.370 mm und ein Fertiggewicht von rd. 550 kg. Damit war ein Produkt gefunden, welches den Bestand des Werkes sichern sollte. Konsequent wurde in der Folgezeit in die Schmelzkapazitäten, die Gießeinrichtungen, die Bearbeitungsmaschinen und die technische Entwicklung investiert, was immer notwendig erschien. So war man, was die Größe der hergestellten Kalanderwalzen anging, stets Spitzenreiter in Europa, z. B.
- 1862 710 mm Durchmesser, 2.100 mm Bahnlänge, 6,3 t Gewicht
- 1910 700 mm Durchmesser, 4.150 mm Bahnlänge, 23 t Flüssigeisen
- 1930 820 mm Durchmesser, 6.000 mm Bahnlänge, 56 t Flüssigeisen

Nach der Übernahme durch den württembergischen Staat wurde das Werk Königsbronn fast 120 Jahre lang, wie dessen andere Hüttenwerksbetriebe, auch von staatlichen Verwaltern geführt. Besonders zu erwähnen ist der als Sohn des Hüttenwerksverwalters in Königsbronn geborene Paul Reusch, der Vorstand der Gutehoffnungshütte (GHH) wurde und diese zu einem überregionalen Montan- und Weiterverarbeitungskonzern ausgebaut hat.

### Schwäbische Hüttenwerke GmbH ab 1921
Dazu gehörte auch die Gründung der Schwäbischen Hüttenwerke G.m.b.H. (SHW) im Jahre 1921, in welcher die ehemals Königlichen Hüttenwerke in Württemberg zusammengefasst wurden. Auf Wunsch des Staates beteiligten sich dieser und die GHH je zur Hälfte, wovon sich dieser insbesondere eine bessere Rohstoffversorgung in den schwierigen Nachkriegsjahren versprach.
Nachdrücklich gefördert hat Reusch die Walzenproduktion. So wurde 1928 eine 10 Meter tiefe Gießgrube erstellt. Mit der Lieferung von Walzenrohren aus Hartguss für die durchbiegungsfreien Kalanderwalzen aus Eduard Küsters Maschinenfabrik GmbH & Co. KG, ab 1962, wurden zudem Großbohr- und Honmaschinen dem Maschinenpark hinzugefügt, was die Fertigung der ab den 1980er Jahren entwickelten, wasserbeheizten Kalanderwalzen sehr begünstigte. Ab 1990 sind die peripher gebohrten Thermowalzen dazukommen, die mit Thermalöl beheizt, Oberflächentemperaturen im Papierkalander von über 200 °C möglich machen.
Die technische und kapazitätsmäßige Überlegenheit des Werkes bei Papierkalanderwalzen war derart, dass sich fast alle nationalen und internationalen Wettbewerber gezwungen sahen, ihre diesbezügliche Fertigung aufzugeben. Seine Dominanz verdeutlichte das Werk Königsbronn schließlich 1985 mit der Übernahme der Walzenfertigung der US-amerikanischen Farrel Corporation und dem Neubau einer Walzenfabrik in Torrington, Connecticut. Im Jahr 2002 wurden die größten bis heute hergestellten beheizten Kalanderwalzen mit einem Durchmesser von 1.650 mm und einer Bahnlänge von 10.770 mm fertiggestellt. Vergossen wurden dazu jeweils 130 Tonnen Flüssigeisen. Das Fertiggewicht betrug rd. 90 Tonnen. Bestimmt waren sie für die PM2 der Papierfabrik von Norske Skog in Golbey, Belgien.

### SHW Casting Technologies GmbH ab 2002
Diese Verbindung staatlicher und privater Wirtschaft hielt 80 Jahre, bis der MAN Konzern, die umbenannte GHH, im Jahre 2002 daran ging, sich von der SHW GmbH zu trennen. Diese hatte sich von den vormaligen Hüttenwerksbetrieben zu einem „Gemischtwarenladen“ entwickelt, dessen ohne Synergieeffekte nebeneinander wirtschaftende Teilbereiche und Werke nicht reüssieren wollten. Sogar das Werk Königsbronn hatte – erstmals nach 50 Jahren – Verlust gemacht. Mit Zustimmung des Landes Baden-Württemberg wurden Spezialbereiche, wie die Fertigung von Werkzeugmaschinen und Silo-Anlagen ausgegliedert und auf dem Wege von Management-Buy-outs verkauft. Werke und Bereiche, die als Zulieferer der Automobilindustrie tätig waren, wurden in der neugegründeten SHW AG zusammengefasst und an die Börse gebracht. Übrig blieb das Werk Königsbronn mit seiner Filiale SHW INC. in den USA mit dem Schwerpunkt Kalanderwalzen und die Gießerei in Wasseralfingen, die sich auf den Guss von Gehäusen für mittelgroße Dieselmotoren spezialisiert hatte. Für diese tat sich die MAN schwer, Käufer zu finden, Gießereien waren bei Investoren nicht gefragt. Und so wurden diese Bereiche unter dem Dach einer SHW Casting Technologies GmbH zwischengeparkt.
Der Wasseralfinger Gießereileiter sah die Chance, auf seinem Spezialgebiet zum größten Anbieter solcher Motorenblöcke zu werden. Es gelang ihm, die Investmentgesellschaft der Gothaer Versicherung für diesen Plan zu gewinnen, und so erfolgte 2005 ein weiterer Management-Buy-out. Durch Zukäufe der Gießereien der Voith AG in Heidenheim und von Caterpillar in Kiel in 2006 vergrößerte sich die Casting Technologies GmbH rasch. 2008 hatte das Werk Königsbronn das erfolgreichste Jahr seiner Firmengeschichte. Ein Bauboom von Kreuzfahrtschiffen ließ die Nachfrage nach mittelgroßen Dieselmotoren steigen, so dass auch in Königsbronn zwei neue Gießgruben für dieses Produkt geschaffen wurden. Schließlich wurde in großem Stil in die Fertigbearbeitung der Motorblöcke und großer Gehäuse für Offshore-Windkraftanlagen investiert, wozu auf dem Werksgelände in Königsbronn eine große neue Fertigungshalle entstand.

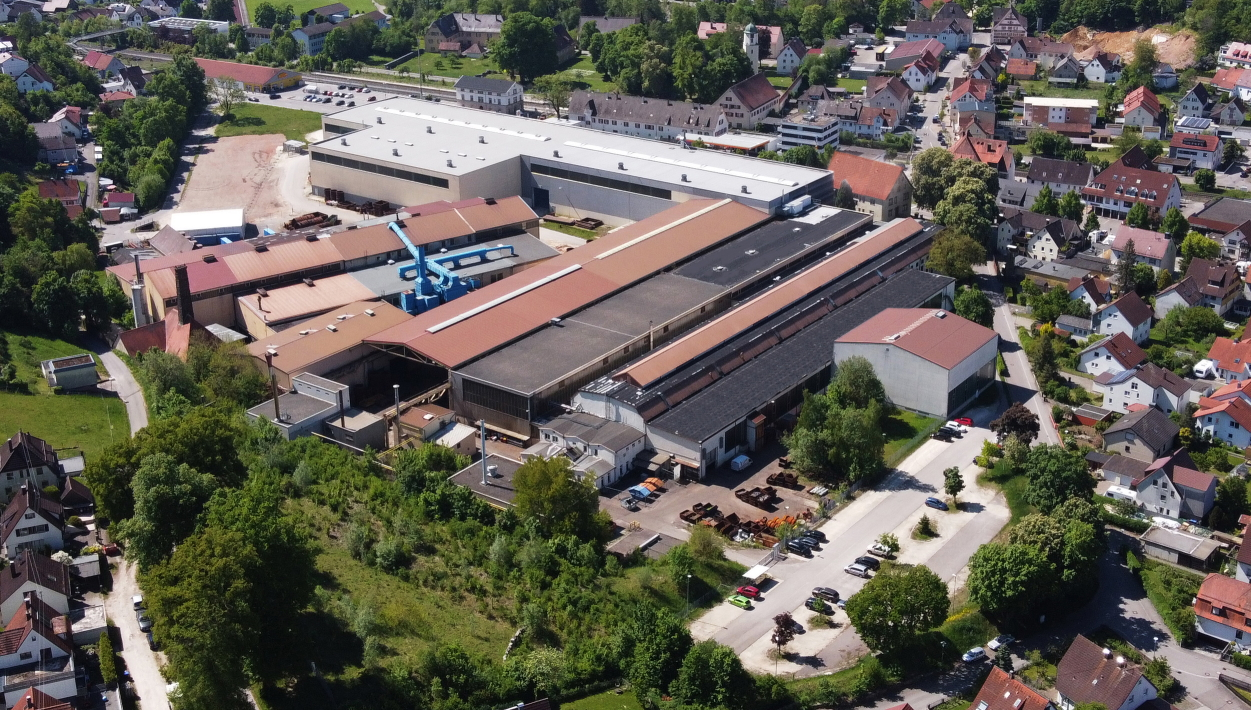
Luftbild der Hüttenwerke Königsbronn 2023

### Insolvenzen ab 2013
2008 kam es zur weltweiten Finanzkrise. Die Nachfrage nach Kreuzfahrtschiffen brach ein. Beim Bau der Windparks führten technische Probleme zu Verzögerungen. Wegen weltweiter Überkapazitäten bei Druckpapieren wurde im Jahr 2012 kaum eine neue Maschine mit Kalanderwalzen bestellt. 2013 musste die SHW Casting Technologies GmbH mangels Aufträgen Insolvenz anmelden. Die ehemalige Voith-Gießerei wurde geschlossen. Caterpillar nahm die seine zurück. Die Werke Königsbronn und Wasseralfingen kamen unter Insolvenzverwaltung.
2015 fand sich dann mit der Restart GmbH & Co. KG ein Investor. Die SHW CT GmbH wurde in eine GmbH Co. KG umgewandelt. Der Wettbewerber von Königsbronn im Walzengeschäft stand nach großen Verlusten zum Verkauf und es bot sich die Chance, mit beiden Firmen ein Monopol zu formen. Doch den Geldgebern war das Risiko einer weiteren Investition in Gießereien zu groß, zumal nicht absehbar war, wann für Motorblöcke wieder auskömmliche Preise erzielt werden würden. Das Geld aus dem Verkauf des Werkes in den USA und der Königsbronner Immobilien war durch die Verluste mit den Motorenblöcken schnell aufgebraucht. 2017 kam es trotz guter Ergebnisse und voller Auftragsbücher im Walzenbereich zur zweiten Insolvenz.
In der erneuten Eigenverwaltung kam der Betrieb des Werkes Königsbronn gut voran. Nach einem Umsatz von 25 Mio. Euro in 2017 wurden für 2018 sogar 28 Mio. Euro angepeilt, und so konnte der Insolvenzverwalter im Mai 2018 den Verkauf des Werkes an einen weiteren Investor, die Rheinische Mittelstands GmbH, vermelden, die dafür die SHW High Precision Casting Technology GmbH gründete. Nicht betroffen war zunächst die Gießerei in Wasseralfingen, doch als die erste Rate des Kaufpreises pünktlich überwiesen wurde, konnte dieser im Oktober auch diese noch übernehmen. Weil aber kein Material mehr eingekauft wurde, musste die Gießerei in Königsbronn noch im selben Monat den Betrieb einstellen und die Mitarbeiter entlassen. Als dann die zweite Rate des Kaufpreises ausblieb, trat der Insolvenzverwalter am 4. Dezember 2018 vom Kaufvertrag zurück. Es stellte sich heraus, dass der „Investor“ den gesamten Maschinenpark von Königsbronn verkauft und aus dem Erlös die erste Rate bestritten hatte. Für den Betrieb fehlte das Geld. Der Insolvenzverwalter verkündete die Schließung der Gießerei in Wasseralfingen im 1. Quartal 2019.
Die Vorgänge in Königsbronn verbreiteten sich schnell in der Industrie. Die Papiermaschinenbauer sahen ihr eigenes Geschäft gefährdet. In großem Umfang wurden Aufträge storniert. Für den Insolvenzverwalter war es das Aus des Werkes, dessen Schließung er am 18. Februar 2019 verkündete. Dem stimmte zehn Tage später der Gläubigerausschuss zu. Den meisten der 162 Mitarbeiter wurde gekündigt.

### Hüttenwerke Königsbronn GmbH ab 2019
Zwar hatte der Insolvenzverwalter einer Initiative der Belegschaft, den Betrieb in Eigenregie weiterzuführen, wegen Aussichtslosigkeit zunächst eine Absage erteilt, aber der Betriebsrat ließ nicht locker. Auch die IG-Metall Süddeutschland hatte sich an One Square Advisors gewandt, denen kurz zuvor die Rettung von Halberg Guss mit Werken in Saarbrücken und Leipzig gelungen war.
Und so geschah das, was im Nachhinein als „Wunder von Königsbronn“ bezeichnet wurde: Im März 2019 wurde die Hüttenwerke Königsbronn GmbH gegründet und die Hälfte der Belegschaft übernommen. Nach sieben Wochen Betriebsstillstand wurde im Juni 2019 wieder eine Walze gegossen. 2020 wurden Rohrwalzen aus Hartguss mit 1.425 mm Durchmesser und 11.881 mm Bahnlänge, im selben Jahr Thermowalzen aus induktiv gehärtetem Sphäroguss – Chilled Ductile Iron (CDI) – mit 1.575 mm Durchmesser und 11.150 mm Bahnlänge gefertigt.

### HWK1365 SE – Börsengang 2024
Nach erfolgreicher Sanierung wurde die Hüttenwerke Königsbronn 2024 an die Börse gebracht. Dies erfolgte per sog. Reverse-IPO (Initial Public Offering). Dabei wird ein Unternehmen – in diesem Falle die Eigentümergesellschaft der Hüttenwerke Königsbronn GmbH, die AVIR Walze Holding GmbH – in einen zumeist leeren, dabei aber bereits börsennotierten Unternehmensmantel eingebracht. Dies war die an der Düsseldorfer Börse notierte TERENTIUS SE, welche anschließend in HWK1365 SE umfirmierte. Von deren 275.184 auf den Inhaber lautenden Aktien mit einem Eröffnungskurs von 7,50 Euro befand sich danach rund ein Drittel im Eigentum der Mitarbeiter.

## Erhaltene historische Gebäude und Einrichtungen

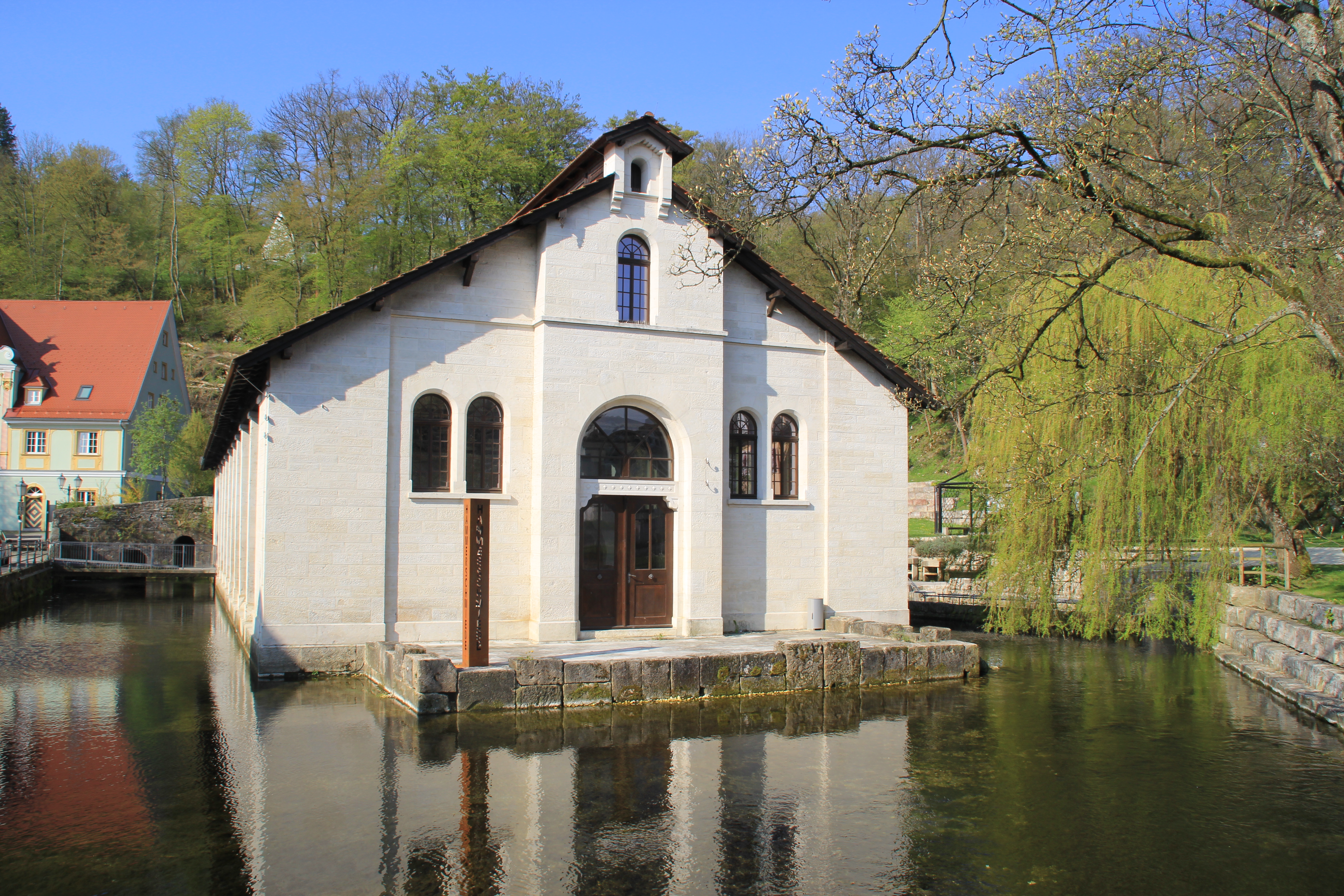
Neues Hammerwerk von 1860 (heute Veranstaltungshalle)

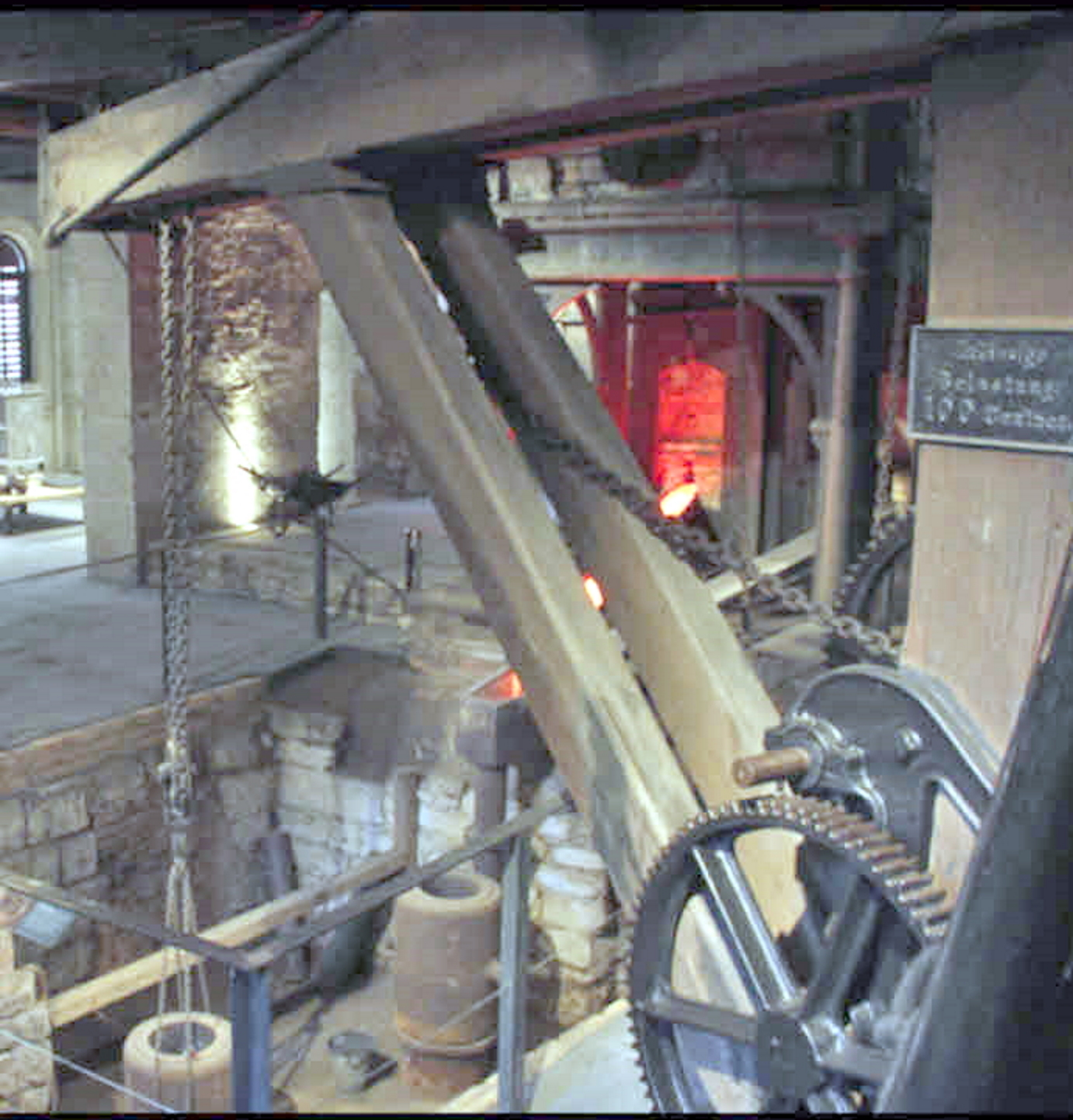
Blick in das alte Flammofengebäude von 1667 mit Flammofen, Gießgrube und 5t-Holzkran

- Itzelberger Stausee von 1479 (heute Erholungsgebiet)
- Einfassung der Brenzquelle zur Nutzung der Wasserkraft vor 1529 (heute durch Kaplan-Turbine)
- Einfassung der Pfefferquelle für den Betrieb des Hochofens 1651
- Flammofengebäude („Altes Gießhaus“) von 1667 mit Zwillings-Flammofen und 5t-Holzdrehkran (heute Museum)
- Faktorei-Gebäude von 1628 (heute Sitz von Verwaltung und Vertrieb des Werkes)
- Wohnhaus des J.G. Blezinger von 1773 (heute Rathaus von Königsbronn)
- Zwei Massel-Häuschen vor 1800 zur Zwischenlagerung von Schmiede-Halbzeug
- Mittlere Dreherei von 1836 (heute Feilenschleiferei-Museum)
- Torgebäude des ehemaligen Klosters (heute Torbogenmuseum)
- Torwarthaus am ehemaligen "FactorieHof (sh. Pos. 2. auf der Karte von 1778, heute Jugendbücherei)
- Neues Hammerwerk von 1860 (heute Veranstaltungshalle)